# رائی لاکشمی
رائی لاکشمی (به انگلیسی: Raai Laxmi) با نام تولد لاکشمی رائی (زاده ۵ می ۱۹۸۹) بازیگر، مدل هندی است.
از فیلم‌هایی که وی در آن نقش داشته‌است می‌توان به آکیرا، مونی ۲، بازی فریب، رقص، زندانی شماره ۱۵۰، آنها هستند، سیندرلا، روزهای بنگلور و بهولا اشاره کرد.